# Chorugv'

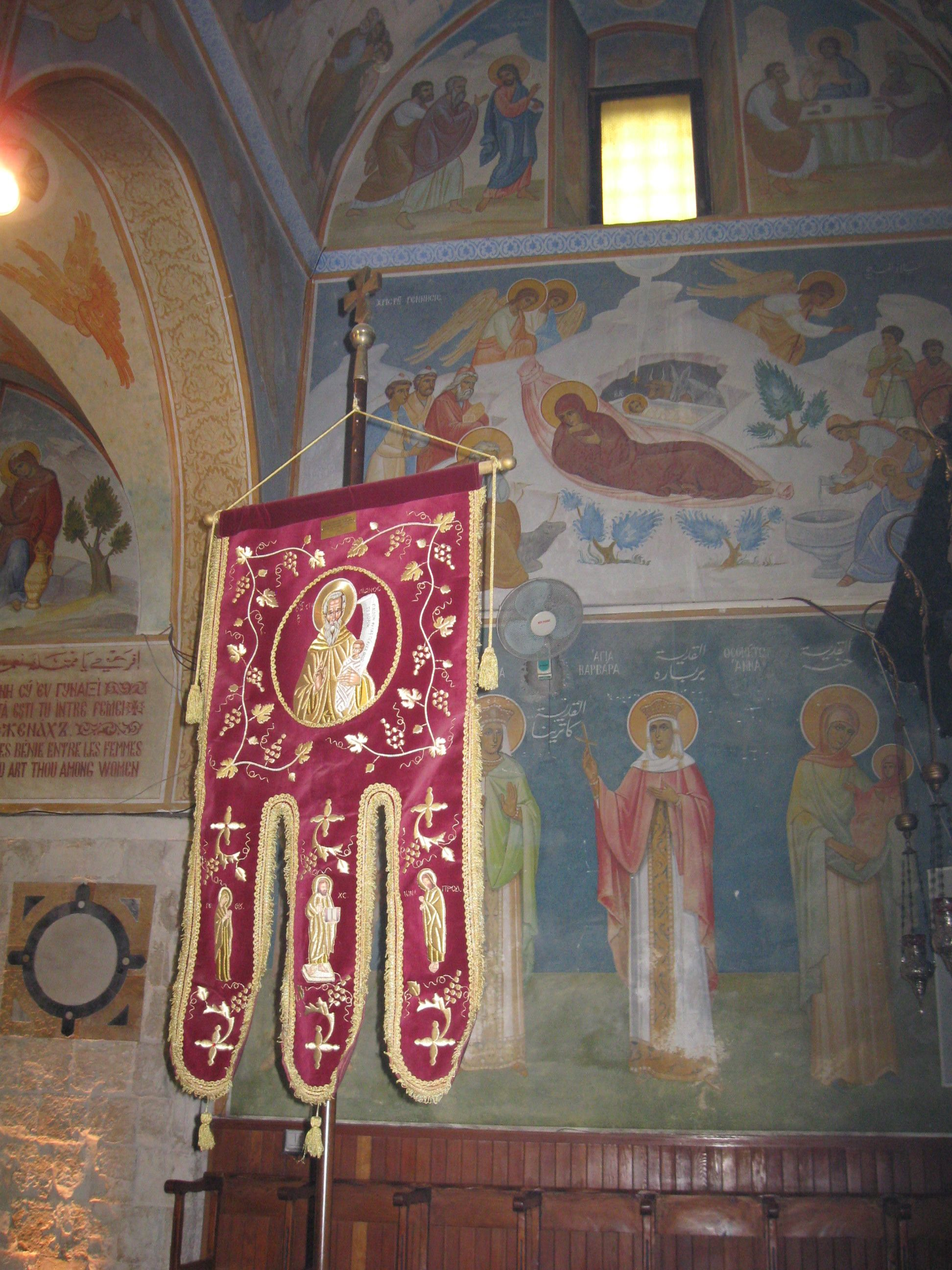
Stendardo presso la chiesa greco-ortodossa dell'Annunciazione, Nazareth.

Chorugv' (in russo хоругвь?, Chorugv'; in bulgaro хоругва?, Horugva; in antico slavo хорѫгꙑ, Chorǫgy; in ucraino хоругва?, Choruhva; in polacco Chorągiew; in romeno prapur; in finlandese kirkkolippu) è un labaro o stendardo religioso usato liturgicamente nella comunità ortodossa orientale e nella Chiese cattoliche orientali, costituito da un'icona di Cristo, della Theotokos o di un santo, dipinta o ricamata su un pezzo di stoffa rettangolare. Il tessuto è spesso appuntito o a coda di rondine, oppure presenta numerose stelle filanti che scendono da esso. Lo stendardo ha spesso due o tre code, ciascuna terminante con una nappa e può essere sfrangiato attorno ai bordi, sospeso a una traversa fissata orizzontalmente a un lungo palo verticale. Il pinnacolo in cima al palo è solitamente una croce. Più raramente, gli stendardi possono essere realizzati anche in metallo o scolpiti nel legno.
Gli stendardi vengono portati in una processione religiosa nota come Processioni della Santa Croce (russo: крестный ход, krestnyj Chod), e quando non vengono trasportati vengono solitamente esposti nella chiesa.

## Etimologia
Storicamente, la parola russa Chorugv', così come quella polacca Chorągiew, si riferiva anche a uno stendardo militare e alla corrispondente unità militare ad esso associato. Da questa parola derivano il "Chorągiew" polacco, che era l'unità amministrativa di base nell'esercito del Regno di Polonia, così come i gradi militari di Chorąży in Polonia o di Chorunžij tra i cosacchi russi.

## L'uso degli stendardi nella Chiesa
La prima insegna utilizzata dalla Chiesa cristiana fu il labarum dell'imperatore romano Costantino I. Nell'anno 312, alla vigilia della battaglia di Ponte Milvio, egli vide apparire nel cielo la Croce di Cristo, e sotto di esso le parole Ἐν τούτῳ νίκα (En touto nika, "In questo sii vittorioso"). Costantino ordinò che il simbolo della Croce fosse posto sugli stendardi imperiali. Costantino vinse la battaglia e di conseguenza legalizzò la pratica del cristianesimo nell'impero e fu battezzato lui stesso prima della sua morte.
La vittoria di Costantino fu vista dai cristiani non solo come una vittoria militare, ma come una vittoria di Cristo su coloro che avrebbero perseguitato la nuova fede. Dopo questo punto, iniziamo a vedere nell'arte cristiana le lettere greche IC (Gesù) XC (Cristo) NIKA ("è vittorioso, vince") aggiunte alle raffigurazioni della croce. Il significato è che, attraverso la croce, Gesù Cristo è vittorioso sul peccato e sulla morte. Era un'antica consuetudine collocare nei templi gli emblemi della vittoria. Così, dopo la legalizzazione del cristianesimo, gli stendardi iniziarono ad essere affissi nelle chiese cristiane.
Nell'Impero bizantino il ricamo si sviluppò moltissimo, grazie al contatto con l'oriente e all'introduzione della seta. Gli artisti spesso copiavano modelli persiani e arricchivano le loro opere con perle e fili d'oro e d'argento. Nell'impero bizantino e in altri paesi ortodossi (Bulgaria, Serbia, Impero russo), si svilupparono raffinati laboratori di ricamo, che producevano squisiti labari, alcuni dei quali oggi sono esposti nei musei di tutto il mondo. Spagna e Italia furono ugualmente influenzate dal gusto bizantino e, nel Medioevo, l'uso di stendardi ecclesiastici riccamente ricamati è attestato sia in Oriente che in Occidente.

## Uso liturgico
Poiché questi stendardi sono destinati ad un uso religioso e non secolare, normalmente vengono benedetti quando vengono portati per la prima volta in chiesa. Il sacerdote dice una preghiera e asperge lo stendardo con l'acquasanta, dopodiché il labaro viene posto sul suo supporto accanto all'iconostasi.
Su entrambi i lati dell'iconostasi c'è un kliros, dal quale i coristi cantano nel corso delle cerimonie religiose. il labaro è solitamente montato su ciascun kliros. Lo stendardo sul lato destro (sud) spesso reca sopra un mandylion; sul lato sinistra (nord), l'icona della Theotokos. Potrebbero esserci anche più stendardi: sono molto comuni gli stendardi di San Nicola e del Santo Patrono della chiesa o del monastero. I due cori (klirosi) simboleggiano le file della Chiesa militante, e gli stendardi rappresentano il trionfo vittorioso di Cristo sul mondo, sul peccato e sul diavolo.
Gli stendardi vengono utilizzati in tutte le processioni religiose, ad eccezione della processione del Sabato santo, quando viene portato l'Epitaphios. Il Chorugv' solitamente si mette in fila subito dopo la Croce nelle processioni, rappresentando gli stendardi trionfanti che conducono i fedeli nel loro pellegrinaggio verso il Regno dei cieli. Il Venerdì santo e il Sabato santo, gli stendardi hanno un panno nero legato attorno ai loro bordi, che indica il lutto per la morte di Cristo. A Pasqua questi bordi neri sono sostituiti da quelli bianchi che portano le parole trionfali: "Cristo è risorto!"
C'è anche uno speciale labaro pasquale a forma di icona della Resurrezione montata su un palo. A volte lo sfondo dell'icona viene tagliato e una corona di fiori circonda il tutto.